# 张隽轩
张隽轩（1903年7月—1988年9月19日），原名廷选，山西省五台县南沟村人。中华民国大陆时期及中华人民共和国政治人物。

## 生平

### 早年革命
张隽轩早年考入山西省立第一中学。1924年，考入北京大学经济系。受李大钊影响，积极参加学生反帝反封建的爱国运动。1926年，积极参加三一八运动。1927年加入中国共产党。他在胡熙庵的直接领导下，与王伯唐等山西籍学生组成新晋学社，并亲自创办和主编革命刊物《风棱》杂志，同时，他还参与创办北大平民夜校。1931年，张隽轩回到山西，在阎锡山的清乡督办办公室给杨爱源当私人秘书，通过职业掩护，从事中共党的地下工作。
30年代中期，因阎锡山急于重振旗鼓。张隽轩向其推荐张友渔、邢西萍、温健公、韩幽桐、张晓梅、杨绍萱、黄松龄、邓初民、许德珩等共产党人和进步人士来山西讲学，宣传民主、进步和统一战线；他还介绍张友渔、胡熙庵、赖若愚、冀云程、侯俊岩、邢西萍等人加入阎锡山官办的山西青年救国团的核心组织，并让中共地下党员戎子和担任特别小组组长。1934年，通过杜任之、张友渔等人与苏联塔斯社驻华记者刘尊棋取得联系，促成刘尊棋与杨爱源会谈。山西成立牺牲救国同盟会，张隽轩被选为执行委员。

### 抗日战争
抗战期间，张隽轩先后担任离石县县长、山西省第四行政督察专员兼保安司令等职。他利用自己的公开身份和地位，为八路军120师、山西新军筹粮筹款，动员新兵，发展和壮大了革命力量。他将刘墉如、常芝青等一大批中共党员安排在政府和保安司令部工作。。
1939年晋西事变爆发前夕，他从赵承绶处得知阎锡山的反共部署后，向中共晋西北区党委作汇报，使中共党组织能及时作出相应的对策。事变爆发后，他冒着生命危险以山西省第四行政督察区行政督察专员的名义，给中共地下党员以专署视察员、巡视员的身份，开上护照和路条通过了阎军的封锁线，使大批中共地下党员和抗日干部脱离危险。当赵承绶命令张隽轩和第四专署的人员、物资撤离离石白文镇，到临县集中时，他召开专署紧急会议研究决定，四专署由常芝青、武汝扬等共产党员负责向兴县转移。他本人只身带着一名警卫人员去见赵承绶，被软禁；后在南迁动乱中脱险回到临县。抗日战争结束后，张隽轩任晋中行署秘书长，他积极协调各方力量，动员民工和物资支援太原战役前线。

### 人民共和国时期
中华人民共和国成立后，1949年2月，晋中行署与太原市政府合并，成立新的太原市政府，张隽轩先后任太原市民政局长。之后升任山西省人民政府委员兼民政厅长、省政府政法委员会副主任、中国人民保卫世界和平委员会山西省委员会副主席。1955年2月，山西省政治协商委员会成立后，他被先后选为第一、二、三、四届政协副主席兼前三届秘书长，政协二、三届党组副书记，民革第三、四、五届中央委员。1988年9月19日，病逝。